# Walter Gentz
Walter Gentz (ur. 29 września  1907 w Düsseldorfie, zmarł śmiercią samobójczą w roku 1967) – od roku 1932 aktywny członek NSDAP, doktor praw, inspektor finansowy w Jaśle od października 1939, starosta powiatu jasielskiego w czasie okupacji niemieckiej od 10 lutego 1941  do zakończenia okupacji.
Odpowiedzialny za wdrażanie akcji likwidacji Żydów w powiecie jasielskim i za wysiedlenie i spalenie miasta Jasła w okresie od 13 września 1944 do wyzwolenia Jasła przez wojska radzieckie.
Podczas jego rządów w okupowanym Jaśle dokonano przebudowy ratusza i wycięto drzewa w Rynku na wzór miast niemieckich.
Na skrzyżowaniu ulic Kościuszki i Kołłątaja (dawniej 3 Maja ,Świerczewskiego) pozostał dąb podarowany przez Adolfa Hitlera.
Po wysiedleniu Jasła 97% budynków miasta zostało zniszczone.
Specjalne oddziały grabiły pozostawione budynki, a następnie podpalały je lub wysadzały w powietrze. Zniszczone zostały także wszystkie kościoły i mosty.
Starosta Gentz brał osobisty udział w egzekucjach Żydów w Nowym Żmigrodzie i Frysztaku.
W roku 1944 Gestapo aresztowało i zamordowało jasielską rodzinę Madejewskich (inż. Ludwika Madejewskiego i jego żonę Florentynę oraz ich synów Ludwika Stanisława i Zdzisława) za udział w akcji uwolnienia więźniów z jasielskiego więzienia.
Jedyną pozytywną spuścizną jego rządów w Jaśle było wybrukowanie głównej ulicy Jasła, wykonane rękami więźniów. Niektóre ulice były brukowane z wykorzystaniem macew.
Po zakończeniu II wojny światowej podczas międzynarodowego śledztwa uniknął odpowiedzialności za zbrodnie wojenne i wrócił do rodzinnego  Düsseldorfu, gdzie pracował jako prawnik i pełnił wysokie publiczne funkcje w administracji landu Nadrenia Północna - Westfalia.
Dopiero w roku 1963 wznowiono śledztwo w sprawie jego zbrodni wojennych.
Walter Gentz został aresztowany i w czasie procesu w więzieniu popełnił samobójstwo w roku 1967.